# 桑布尔河畔卡蒂永
桑布尔河畔卡蒂永（法語：Catillon-sur-Sambre，法語發音：[katijɔ̃ syʁ sɑ̃bʁ]）是法国上法蘭西大區诺尔省的一个市镇，属于康布雷区。

## 地理
桑布尔河畔卡蒂永（50°4'23"N, 3°38'32"E）面积13.03 平方千米，位于法国上法蘭西大區北部省，该省份为法国最北部的省份及最长的省份，西北濒北海，西接加来海峡省，南至埃纳省和索姆省，东与比利时接壤。
与桑布尔河畔卡蒂永接壤的市镇（或旧市镇、城区）包括：费米-勒萨尔、巴聚埃勒、拉格鲁瓦斯、马赞吉安、奥尔、勒热德博略。

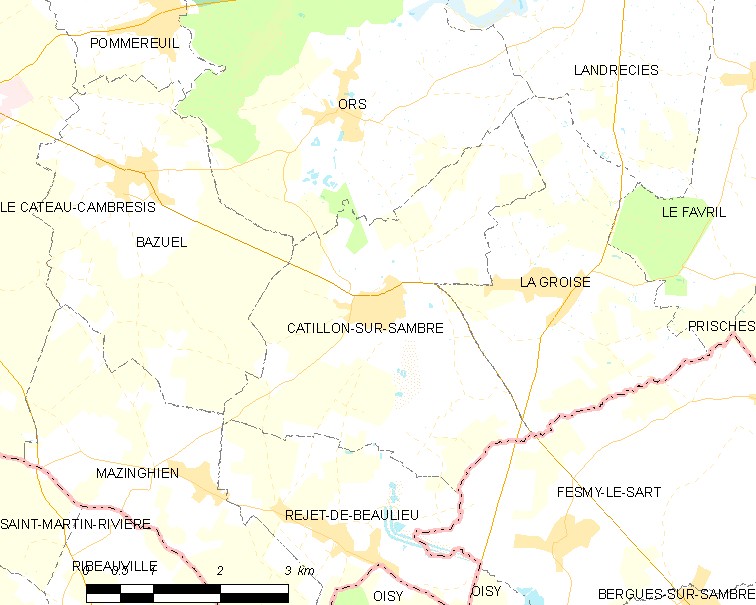
桑布尔河畔卡蒂永的OSM定位图

桑布尔河畔卡蒂永的时区为UTC+01:00、UTC+02:00（夏令时）。

## 行政
桑布尔河畔卡蒂永的邮政编码为59360，INSEE市镇编码为59137。

## 政治
桑布尔河畔卡蒂永所属的省级选区为勒卡托康布雷西县。

## 人口

1962-2008年间桑布尔河畔卡蒂永人口变化图示

桑布尔河畔卡蒂永于2022年1月1日时的人口数量为783人。